# Sérgio Pinto Ribeiro
Sérgio Pinto Ribeiro (Porto Alegre, 27 de maio de 1959) é um ex-nadador brasileiro, que participou de duas edições dos Jogos Olímpicos pelo Brasil.
Formado em medicina, é especialista em pneumologia. Atualmente é Professor da Universidade Federal do Rio Grande do Sul e médico do Hospital de Clínicas de Porto Alegre.

## Trajetória esportiva
Sérgio era o filho caçula de uma família de nadadores, e treinava e competia pelo Grêmio Náutico União. Foi campeão brasileiro aos 12 anos e, dois anos depois, era recordista brasileiro adulto do nado peito.
Seu treinador era Mauri Fonseca, que participara das Olimpíadas de 1964 em Tóquio. Em 1974, o União terminou com os esportes amadores e Mauri Fonseca foi demitido. Mas Mauri fez um contrato com a Federação Gaúcha de Natação para treinar a equipe do estado, e a federação fez convênio com o União para usar sua piscina, que na época era a única piscina aquecida na cidade.
Participou do Campeonato Mundial de Esportes Aquáticos de 1973 em Belgrado, o primeiro mundial de natação, substituindo José Sylvio Fiolo. Nos 200 metros peito, fez um tempo de 2m34s07, ficando em quinto lugar na classificação, mas foi eliminado por causa de uma virada irregular.  Ele também nadou os 100m peito.
Esteve no Campeonato Mundial de Esportes Aquáticos de 1975 em Cali e, nos 100 metros peito, fez o tempo de 1m07s52, perto do seu recorde pessoal (1m07s10), mas não obteve classificação para a final. Também nadou os 200 metros peito e, nos 4x100 metros medley, terminou em nono lugar, com um tempo de 4m01s99, junto com Rômulo Arantes, Heliani dos Santos e Ruy de Oliveira.
Nos Jogos Pan-Americanos de 1975 na Cidade do México, terminou em quarto lugar nos 100 metros peito, e em quarto lugar nos 200 metros peito.
Nas Olimpíadas de 1976 em Montreal, Sérgio nadou os 100 metros peito e os 200 metros peito, não chegando à final das provas.
Nas Olimpíadas de 1980 em Moscou, foi à final dos 4x100 metros medley, junto com Rômulo Arantes, Cláudio Mamede Kestener e Jorge Luiz Fernandes, terminando em oitavo lugar, quebrando o recorde sul-americano. Também nadou os 100 metros peito, não chegando à final da prova.
Sérgio Pinto Ribeiro quebrou o recorde sul-americano dos 200 metros peito, que pertencia à José Sylvio Fiolo.
Após os Jogos Olímpicos de Moscou, encerrou sua carreira de nadador para se dedicar aos estudos.